# Palmarès dello Sporting Clube de Portugal (hockey su pista)
La sezione di hockey su pista dello Sporting Clube de Portugal nella sua storia si è aggiudicato nove campionati portoghesi, quattro Coppe del Portogallo, due Supercoppe del Portogallo e due Elite Cup. A livello internazionale vanta quattro Euroleghe (record portoghese), tre Coppe delle Coppe (record condiviso con l'Oeiras e il Roller Monza), due Coppe CERS e due Coppe Continentali. Vanta anche due sconfitta in finale in Eurolega, due in Coppa delle Coppe, tre in Coppa Continentale e una in Coppa Intercontinentale.

## Competizioni ufficiali
28 trofei

### Competizioni nazionali
17 trofei
- Campionato portoghese: 9

1939, 1975, 1976, 1977, 1978, 1982, 1987-1988, 2017-2018, 2020-2021
- Coppa del Portogallo: 4

1975-1976, 1976-1977, 1983-1984, 1989-1990
- Supercoppa del Portogallo: 2

1982, 2015
- Elite Cup: 2 (record condiviso con il Benfica e il Porto)

2016, 2018

### Competizioni internazionali
11 trofei
- CERH European League: 4 (record portoghese)

1976-1977, 2018-2019, 2020-2021, 2023-2024
- Coppa delle Coppe: 3 (record condiviso con l'Oeiras e il Roller Monza)

1980-1981, 1984-1985, 1990-1991
- Coppa CERS/WSE: 2

1983-1984, 2014-2015
- Supercoppa d'Europa/Coppa Continentale: 2

2019-2020, 2021-2022

## Altri piazzamenti

### Competizioni nazionali
- Campionato portoghese

2º posto/finale play-off: 1980, 1981, 1983-1984, 1984-1985, 2022-2023
3º posto/semifinale play-off: 1983, 1985-1986, 1986-1987, 2018-2019, 2021-2022
- Coppa del Portogallo

Finale:1979-1980, 1987-1988, 1993-1994, 2014-2015, 2022-2023
Semifinale: 1977-1978, 1980-1981, 1981-1982, 1982-1983, 1988-1989, 1992-1993, 1994-1995, 2015-2016, 2018-2019
- Supercoppa del Portogallo

Finale: 1984, 1988, 1990, 1995, 2018
- Elite Cup

Finale: 2017, 2019, 2023
Semifinale: 2022

### Competizioni internazionali
- Coppa dei Campioni/Champions League/Eurolega

Finale: 1988-1989
Semifinale: 1975-1976, 1978-1979, 1982-1983, 2017-2018
- Coppa delle Coppe

Finale: 1981-1982, 1985-1986
- Coppa CERS/WSE

Semifinale: 1986-1987, 2015-2016
- Supercoppa d'Europa/Coppa Continentale

Finale: 1981-1982, 1985-1986, 1991-1992
- Coppa Intercontinentale

Finale: 2021